# María Antonia Gonzaga
María Antonia Gonzaga y Caracciolo (Madrid, 8 de febrero de 1735-27 de febrero de 1801), marquesa viuda de Villafranca, fue una noble española. Es conocida por su retrato, realizado por Francisco de Goya en 1795.
Hija de Francesco Gonzaga, I duque de Solferino, y de Guilia Caracciolo, en 1754 se casó con Antonio Álvarez de Toledo y Pérez de Guzmán, X marqués de Villafranca del Bierzo.
Del matrimonio nacieron:
- José Álvarez de Toledo Osorio (1756-1796), X marqués de Villafranca del Bierzo y XV duque de Medina Sidonia, grande de España.

- Francisco de Borja Álvarez de Toledo y Gonzaga (1763-1821), XI marqués de Villafranca del Bierzo y XVI duque de Medina Sidonia, Grande de España.

- María de la Encarnación Álvarez de Toledo y Gonzaga (1755-1821). Se casó con Juan de la Cruz Bellvís de Moncada y Pizarro, XVI marqués de Mondéjar.

- María Ignacia Álvarez de Toledo y Gonzaga (1757-1795). Se casó con Vicente Joaquín Osorio de Moscoso y Guzmán, XIII duque de Sessa.

- Pedro de Alcántara Álvarez de Toledo y Gonzaga (1765-1824), casado con María del Carmen Josefa de Zúñiga y Fernández de Velasco, XIII  duquesa de Peñaranda de Duero.

Desde que se enviudó en 1773, se dedicó a administrar las propiedades de su hijo primogénito, José Álvarez de Toledo Osorio, y su nuera, María Teresa de Silva Álvarez de Toledo, XIII duquesa de Alba.